# ニコラ・フランツ

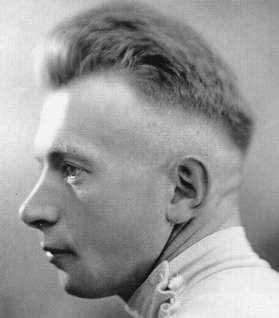
ニコラ・フランツ

ニコラ・フランツ（Nicolas Frantz、1899年11月4日-1985年11月8日）は、ルクセンブルク・マメール出身の名自転車競技選手。

## 経歴
1923年にプロ転向。同年、ルクセンブルク国内選手権・プロ個人ロードレースを制覇するが、以後1934年まで、同種目12連覇を達成。また、1922年のアマチュアの国内選手権個人ロードレースを制覇した他、1923年、1924年の国内選手権・シクロクロス（プロ）も優勝している。
1924年にツール・ド・フランス初出場。1927年と1928年に総合優勝を果たしたが、1927年の第11ステージ以降、延べ37日間連続でマイヨ・ジョーヌを堅持。1928年は全区間で総合首位の座に就いた。また、ツールでは通算20回の区間優勝を記録。
国内選手権12連覇を達成した1934年に現役を引退。1949年から1957年まで、ルクセンブルクナショナルチーム（ないしは、混成チーム）の監督を歴任。

## 主な戦績
ツール・ド・フランス
- 1924年 総合2位。区間2勝。
- 1925年 総合4位。区間4勝。
- 1926年 総合4位。区間4勝。
- 1927年  総合優勝。区間3勝。マイヨ・ジョーヌ14日間堅持。
- 1928年  総合優勝。区間5勝。マイヨ・ジョーヌ22日間（全区間）堅持。
- 1929年 総合5位。区間2勝。マイヨ・ジョーヌ1日堅持。
- 1932年 総合45位。

その他
- ルクセンブルク国内選手権・個人ロード（プロ）…1923年～1934年優勝（12連覇）
- バスク一周…1926年総合優勝
- パリ〜ツール…1929年優勝
- 世界自転車選手権・個人ロード（プロ）…2位（1929年）、3位（1932年）